# F.E.A.R. Extraction Point
F.E.A.R. Extraction Point – dodatek do gry komputerowej F.E.A.R. Został wydany przez Vivendi w październiku 2006 r. Extraction Point dodaje nowe bronie, wrogów oraz poziomy gracza. Poprawiona została też sztuczna inteligencja przeciwnika. Dodatek do działania wymaga zainstalowanej wcześniej gry F.E.A.R.

## Fabuła
Akcja gry rozpoczyna się 30 sekund po wtargnięciu Almy do helikoptera. Chwilę później główny bohater awangardy F.E.A.R. odzyskuje przytomność po katastrofie lotniczej o jeden z budynków miasta. Jednym z głównych zadań jest przegrupowanie się pozostałego oddziału z helikoptera oraz udanie się jego do szpitala w Auburn. Po drodze postać napotyka opór ze strony sił Repliki, pomimo tego, że Paxton Fettel zginął w głównej części gry. Dodatek kończy się wybuchem helikoptera ratowniczego, który miał za zadanie uratowania gracza oraz monologiem Paxtona Fettela.

## Kanoniczność
Fabuła Extraction Point osadzona jest w alternatywnym świecie w stosunku do fabuły z pierwszej gry. F.E.A.R. 2: Project Origin pomija wydarzenia z obu dodatków – Extraction Point i Perseus Mandate. Jedynie gry stworzone przez Monolith Productions uznawane są za kanoniczne.